# Simbita e o Dragão
Simbita e o Dragão é uma peça teatral infantil, escrita por Lúcia Benedetti em 1948.

## Sinopse
Simbita e o Dragão narra a história de Simbita, um marinheiro que, após lutar contra inimigos poderosos e os vencer, torna-se amigo dos antigos desafetos. Como prêmio, recebe deles um barco do tamanho de nossas mãos e o direito de viajar com ele por territórios fantásticos e terras estranhas. Durante essas viagens míticas e encantadas, o marinheiro terá que enfrentar um pirata mal-intencionado e um dragão feroz num mundo habitado por fadas, sacis e formigas.
Juntamente com O Casaco Encantado, este texto inaugurou a tradição do teatro infantil em nosso país em 1948, enquanto produção profissional.
A peça foi escrita especialmente para o ator Sérgio Cardoso, que a protagonizou na estréia em 1948, e cujo apelido, quando criança, era Simbita.
.